# Lubián
Lubián es un municipio y localidad española de la provincia de Zamora, en la comunidad autónoma de Castilla y León. Es uno de los municipios bilingües de la provincia de Zamora, ya que sus habitantes utilizan habitualmente tanto el castellano como el gallego.

## Geografía
Se encuentra situado al noroeste de la provincia de Zamora, junto a la provincia de Orense y próximo a la frontera con Portugal. Pertenece a la denominada Alta Sanabria, una subcomarca de la comarca histórica y tradicional de Sanabria. En su término municipal se encuentran las localidades de Aciberos, Chanos, Las Hedradas, Hedroso, Lubián y Padornelo. Se localiza a 139 kilómetros de la capital provincial. 
Su ubicación geográfica, contigua a Galicia y próxima a Portugal, ha propiciado que sea uno de los pocos municipios bilingües de la provincia de Zamora, ya que sus habitantes utilizan habitualmente el idioma español y el gallego.
El término municipal está atravesado por la autovía de las Rías Bajas A-52 entre los pK 98 y 111, así como por la carretera nacional N-525, que en algún tramo se ha renombrado como ZA-106. Cuenta con una estación de ferrocarril convencional, la estación de Lubián. En la actualidad se está construyendo la futura Línea Ferroviaria de Alta Velocidad entre Madrid y Galicia, que pasará por el municipio, aunque las estaciones más cercanas serán La Gudiña-Porta de Galicia u Otero de Sanabria.
El relieve del territorio es muy quebrado y con difícil acceso a las restantes localidades zamoranas de Sanabria. Por el norte se extiende la Sierra Segundera y por el sur la Sierra Gamoneda. Entre estas montañas, se encuentra el valle de Lubián, formado por el río Tuela y sus afluentes (río Pedro, río Leira), al que se accede por el puerto de Padornelo (1360 metros) desde Requejo y del que se sale por el puerto de la Canda (1250 metros) hacia Galicia. La altitud del término municipal oscila entre los 1783 metros en el entorno de la Fraga da Osa (Sierra Segundera) y los 870 metros a orillas del río Tuela en la frontera con el término municipal de Hermisende. El pueblo se alza a 1065 metros sobre el nivel del mar. 
| Noroeste: Porto            | Norte: Porto    | Noreste: Porto      |
| Oeste: A Mezquita (Orense) |                 | Este: Requejo       |
| Suroeste: Hermisende       | Sur: Hermisende | Sureste: Hermisende |

### El camino mozárabe-sanabrés
Lubián es el último municipio del camino mozárabe-sanabrés a su paso por la provincia de Zamora. En esta población el peregrino encuentra la primera de las más de un centenar de “piedras”, todas diferentes, realizadas por el escultor orensano Carballo y dispuestas a lo largo del trazado por la provincia de Orense.

## Historia

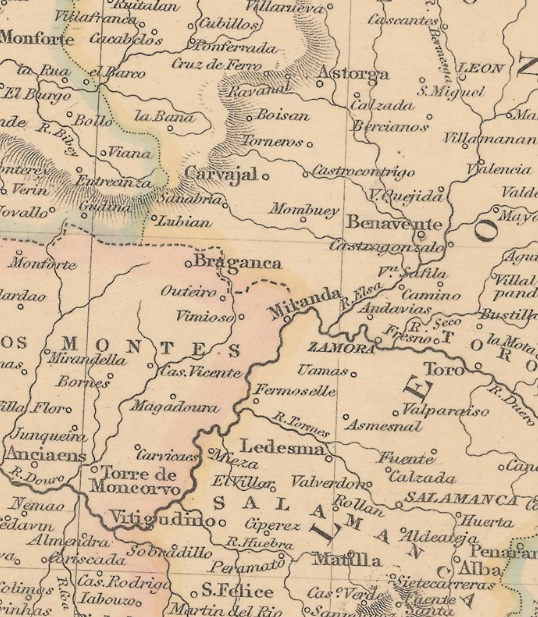
Detalle del mapa "Spain and Portugal" realizado por John Betts en 1838, en el que se puede apreciar Lubián

En la Edad Media, con el avance de la Reconquista, Lubián quedó integrado en el Reino de León, adscripción que mantuvo posteriormente, hecho por el cual, durante la Edad Moderna, la documentación recoge explícitamente la pertenencia de Lubián al Adelantamiento del Reino de León.
Existe la teoría, sobre la base de la tradición oral local, de que Lubián pudo pertenecer a la Orden del Temple durante época medieval, si bien la falta de documentos no permite hacer ninguna afirmación concluyente al respecto.
Ya en la Edad Contemporánea, al crearse en 1833 las actuales provincias, Lubián quedó integrado en la provincia de Zamora, dentro ésta de la Región Leonesa.

## Geografía humana

### Núcleos de población
El municipio se divide en seis núcleos de población, que poseían la siguiente población en 2024 según el INE.
| Núcleo de población | Población |
| ------------------- | --------- |
| Lubián              | 166       |
| Chanos              | 41        |
| Aciberos            | 30        |
| Padornelo           | 23        |
| Hedroso             | 19        |
| Las Hedradas        | 11        |

### Demografía
Cuenta con una población de 290 habitantes (INE 2024).
| Gráfica de evolución demográfica de Lubián entre 1842 y 2021 |
| |
| Población de derecho según los censos de población del INE Población de hecho según los censos de población del INEEntre el censo de 1857 y el anterior, crece el término del municipio porque incorpora a 495002 (Aciberos), 495039 (Chanos), 495063 (Las Hedradas), 495064 (Hedroso) y 495088 (Padornelo) |

El municipio de Lubián, como la mayoría de los municipios de Sanabria, se encuentra en una situación de decrecimiento vegetativo. La situación actual tiene su origen en varias oleadas de emigración, principalmente el éxodo rural de los años 1950 y 1960 con destino a Madrid, Barcelona o Bilbao. Si bien este fue el movimiento migratorio más intenso, también tuvieron lugar otros con anterioridad y con posterioridad a las décadas indicadas, como los que durante la primera mitad del siglo XX se centraron primero en Iberoamérica -principalmente Argentina y Cuba - y posteriormente en Europa -Francia, Suiza y Alemania-. La continua emigración ha afectado negativamente al dato más visible, el de la densidad de población de Lubián, con una evolución negativa que es consecuencia directa del cada vez menor número de vecinos. Pero también han afectado a otros aspectos menos visibles a simple vista como son los relacionados con la composición de su masa de población. En este sentido, se ha producido un notable crecimiento del índice de envejecimiento y el índice de natalidad es sensiblemente inferior al de mortalidad.

## Administración
La alcaldía lleva varias legislaturas en manos del PSOE, siendo clave para ello la figura de Felipe Lubián, alcalde del municipio desde 1979.

## Monumentos y lugares de interés
- Santuario de la Virgen de la Tuiza. Declarado Bien de Interés Cultural, conserva en su interior la Virgen de las Nieves, patrona de la Alta Sanabria.
- Castro de As Muradellas. Se trata de un antiguo castro astur que data del siglo III a. C. Está declarado Bien de Interés Cultural.
- Iglesia de San Mamés. Construida en estilo barroco tardío.

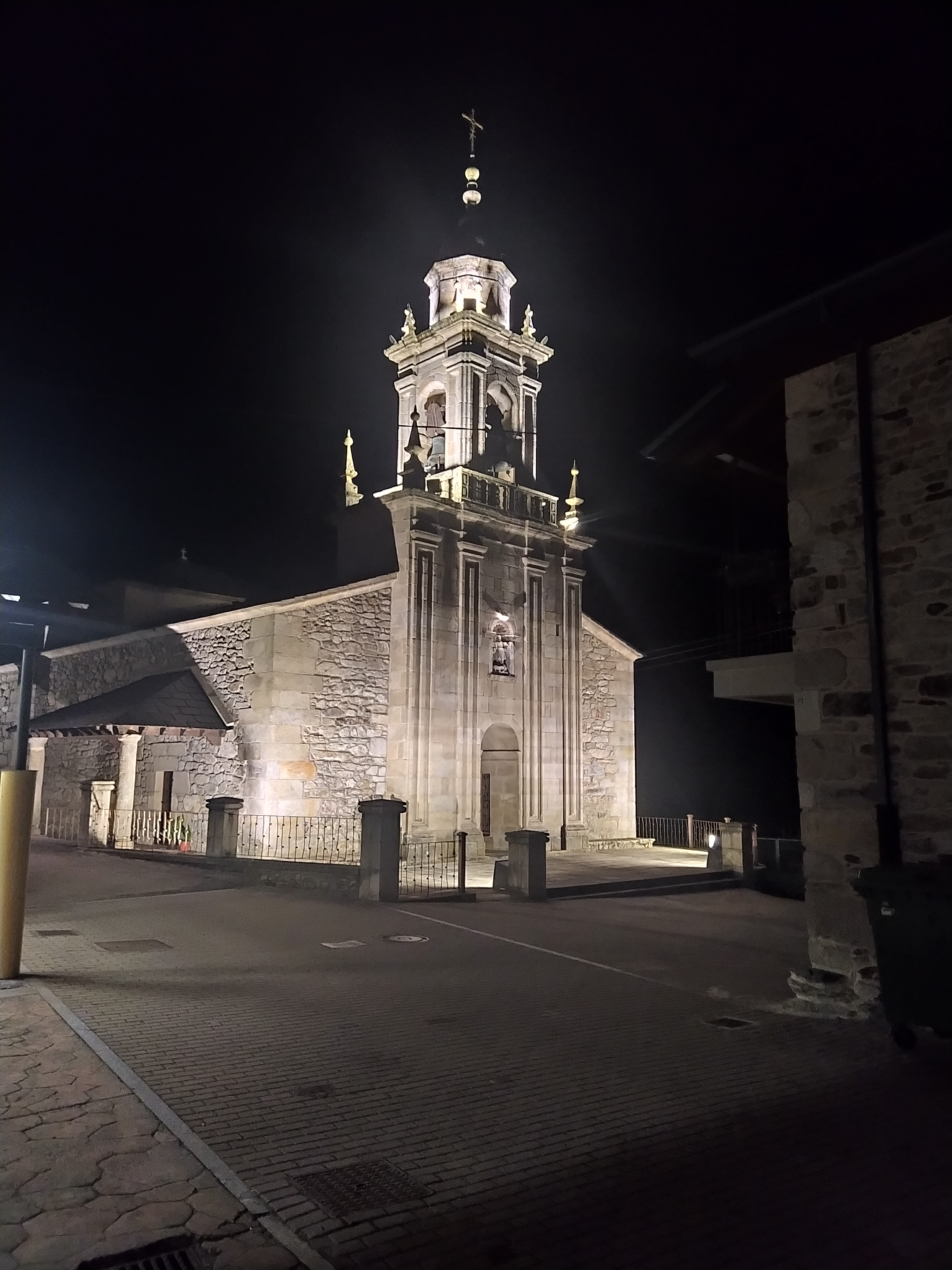
vista nocturna de la iglesia de Lubián

- Arquitectura tradicional. Sus viviendas se suelen organizar siguiendo el esquema de cuadra (corte) en planta baja y vivienda en la superior, a la que se accede mediante una escalera exterior que desemboca en un corredor de madera, elementos destacados de la arquitectura sanabresa. Los muros se construyen con mampuesto de granito, mientras que la estructura de forjados y cubierta se realiza con madera de roble. El interior de la vivienda suele limitarse a varios dormitorios y una cocina alrededor de la cual se organiza la vida.[17]
- Cortello dos Lobos. Es un antiguo y peculiar recinto realizado con arquitectura tradicional como trampa para la caza de lobos.[18]

## Cultura

### Fiestas
Entre las principales fiestas de esta localidad, destacan:
- Virgen de la Tuiza, el 5 de agosto.
- Fiesta local, los días 8 y 9 de septiembre.
- Romería de la Tuiza, el último fin de semana de septiembre.

En Lubián también se organizan otros actos como el de folk-rock Nas Portelas y el de bandas de música tradicional.